# Шумлай
Шумла́й — пасажирський залізничний зупинний пункт Київської дирекції Південно-Західної залізниці на неелектрифікованій лінії Чернігів — Горностаївка.
Розташований у селі Хмільниця Ріпкинського району Чернігівської області між станціями Халявин (6 км) та Голубичі (15 км).
На зупинному пункті зупиняються приміські поїзди.